# Castello (Venetië)

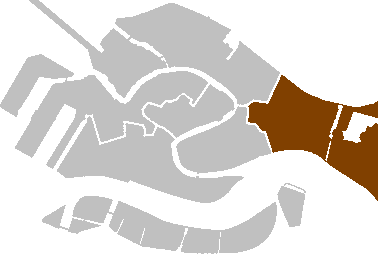
Locatie

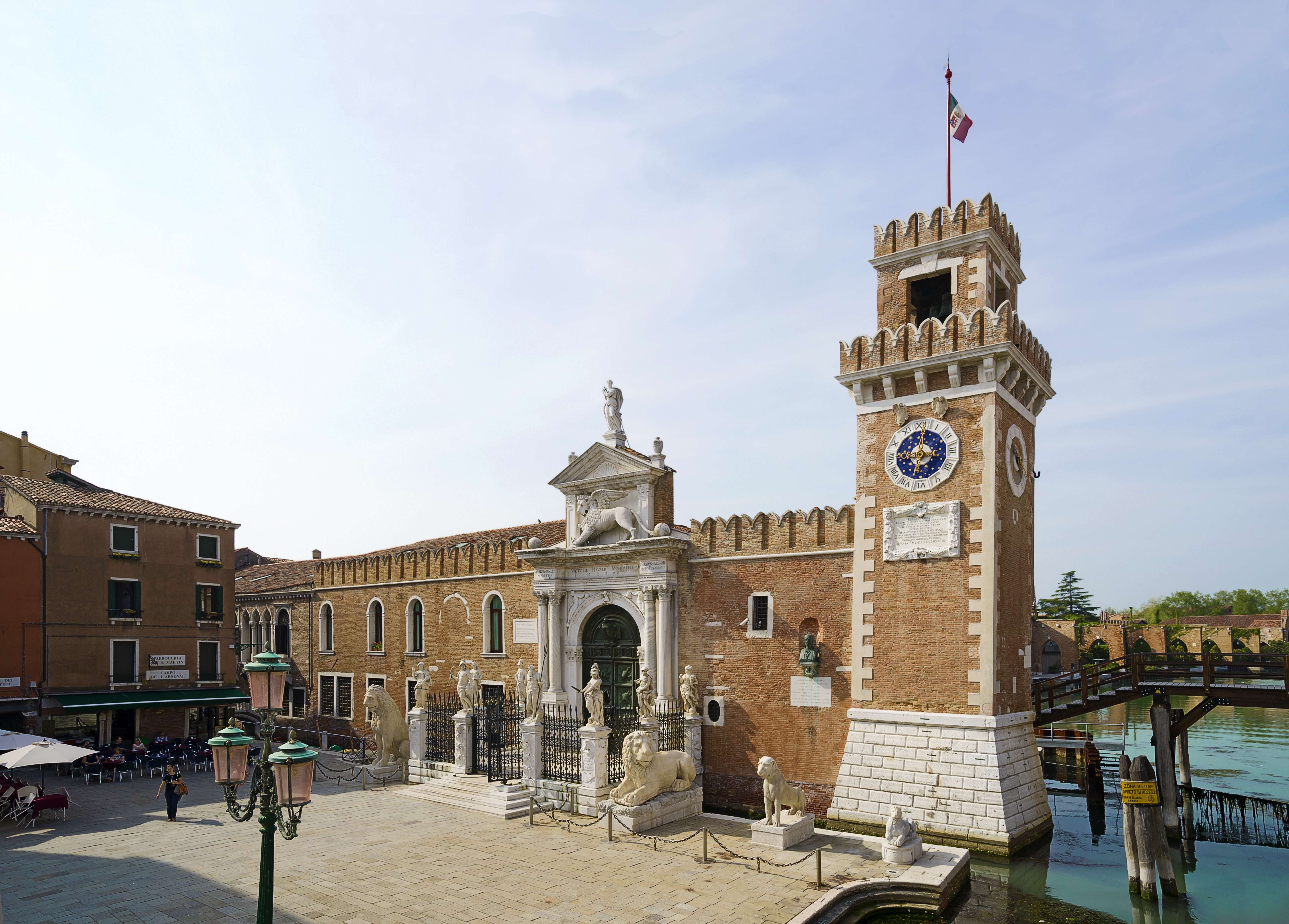
Leeuwen bewaken de ingang van het Arsenaal

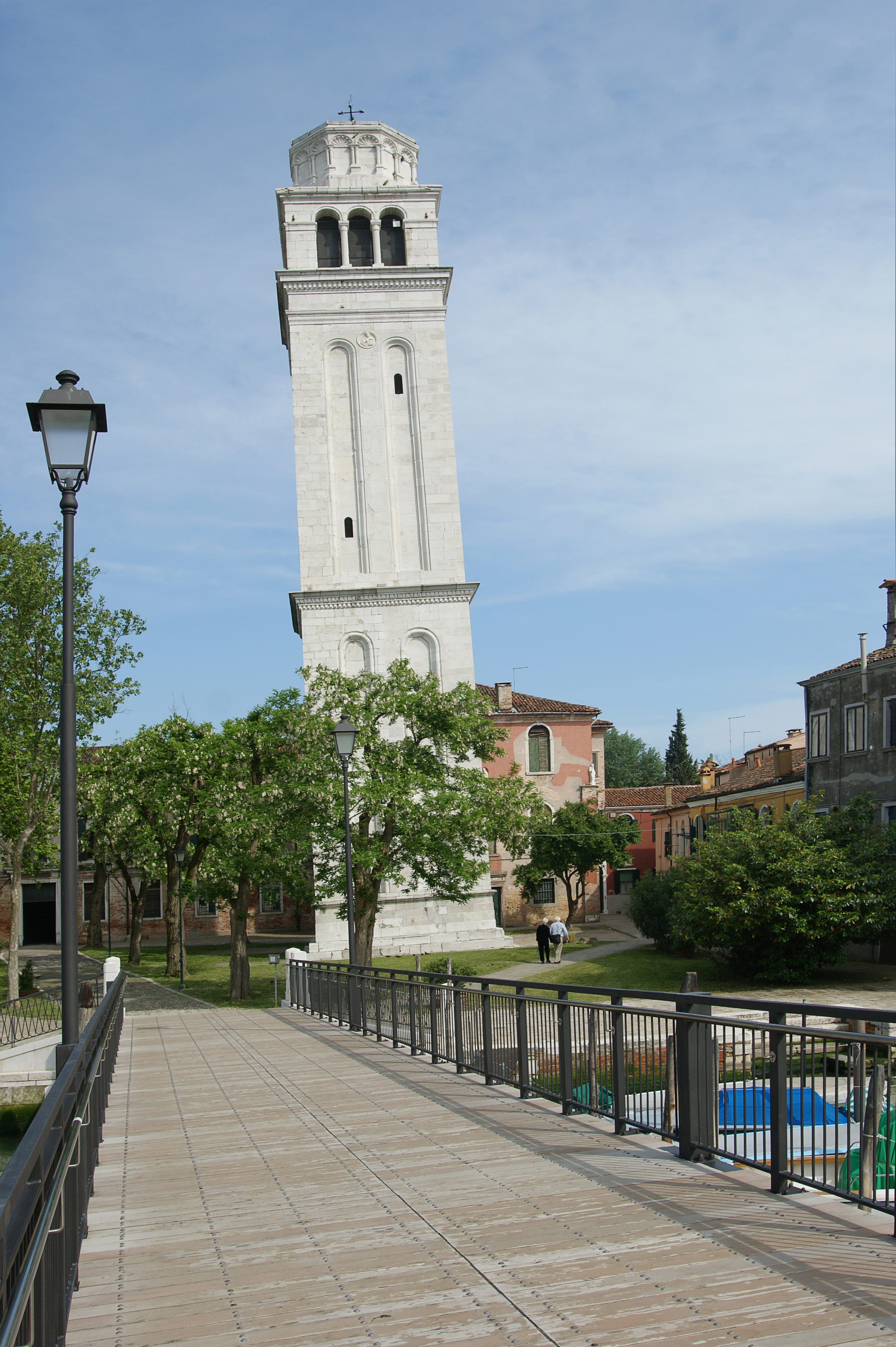
De campanile ofwel klokkentoren van de San Pietro

Castello is de grootste van de zes sestieri, districten van Venetië. Het stadsdeel ligt in het noordoosten van de stad en grenst aan San Marco in het westen en Cannaregio in het noorden. Het district kwam omstreeks de dertiende eeuw tot bloei rond een scheepswerf op het toenmalige eiland Isole Gemini, hoewel er sinds de achtste eeuw al een nederzetting was op het naburige eiland San Pietro di Castello, waarnaar de sestiere is vernoemd. De naam van dat eiland verwijst naar een fort (=castello in het Venetiaanse dialect van het Italiaans) dat hier mogelijk in de zesde eeuw werd gebouwd. De oorspronkelijke naam van het eiland is Isola D'Olivo.
Op het eiland werd in de zevende eeuw de zetel van de bisschop van Venetië gevestigd.  En sinds de 15e eeuw van de patriarch van Venetië. In 775 betrok de bisschop een kerk op het eiland die gewijd was aan Sint Pieter, de Chiesa di San Pietro di Castello, als tegenhanger van de wereldlijke macht van de Doge in zijn Basiliek van San Marco. Het bouwwerk kreeg alle waardigheden van een kathedraal, totdat ook die titel in 1807 voor de San Marco werd opgeëist.

Het stadsdeel kan grofweg opgedeeld worden in drie districten. Het middendeel wordt in beslag genomen door de scheepswerven van L'Arsenale, in hun hoogtijdagen de grootste werven van Europa. In het noorden overheersen de kloosters. Aan de zuidkant ligt de kade genaamd Riva dei Sette Martiri, waar in de Tweede Wereldoorlog een bloedbad plaats vond.
De oostelijke gebieden werden uitgebreid onder Napoleon, waardoor er een doorlopend geheel werd gecreëerd. Het eiland San Pietro di Castello is met de rest van de stad verbonden door een drietal bruggen. In de 19e eeuw werd het naastgelegen eilandje Sant'Elena uitgebreid en verbonden met de hoofdeilanden door twee bruggen.